# Campionati del mondo di atletica leggera 2011 - 3000 metri siepi femminili
I 3000 metri siepi femminili ai campionati del mondo di atletica leggera 2011 si sono tenuti il 27 ed il 30 agosto.

## Risultati

### Batterie
| Pos | Batt | Nome                      | Nazione     | Tempo    | Note  |
| --- | ---- | ------------------------- | ----------- | -------- | ----- |
| 1   | 1    | Binnaz Uslu               | Turchia     | 9:24.06  | RN    |
| 1   | 1    | Habiba Ghribi             | Tunisia     | 9:24.56  | Q     |
| 2   | 1    | Mercy Wanjiku             | Kenya       | 9:24.95  | Q     |
| 3   | 1    | Hanane Ouhaddou           | Marocco     | 9:25.96  | Q, SB |
| 4   | 1    | Birtukan Fente            | Etiopia     | 9:28.82  | q     |
| 5   | 2    | Sofia Assefa              | Etiopia     | 9:32.48  | Q     |
| 6   | 3    | Milcah Chemos Cheywa      | Kenya       | 9:35.61  | Q     |
| 8   | 3    | Yuliya Zarudneva Zaripova | Russia      | 9:35.80  |       |
| 7   | 3    | Gesa Felicitas Krause     | Germania    | 9:35.83  | Q, PB |
| 8   | 2    | Lydia Rotich              | Kenya       | 9:36.70  | Q     |
| 9   | 3    | Birtukan Adamu            | Etiopia     | 9:37.31  | Q     |
| 10  | 3    | Barbara Parker            | Regno Unito | 9:38.21  | q     |
| 11  | 2    | Emma Coburn               | Stati Uniti | 9:38.42  | Q     |
| 12  | 2    | Lyubov Kharlamova         | Russia      | 9:40.04  | q     |
| 13  | 1    | Fionnuala Britton         | Irlanda     | 9:41.17  |       |
| 14  | 3    | Beverly Ramos             | Porto Rico  | 9:45.50  |       |
| 15  | 1    | Bridget Franek            | Stati Uniti | 9:43.09  |       |
| 16  | 2    | Cristina Casandra         | Romania     | 9:51.00  |       |
| 17  | 1    | Korene Hinds              | Giamaica    | 9:52.11  |       |
| 18  | 3    | Stephanie Garcia          | Stati Uniti | 9:53.47  |       |
| 19  | 3    | Stephanie Reilly          | Irlanda     | 9:55.49  |       |
| 20  | 1    | Jana Sussmann             | Germania    | 9:59.53  |       |
| 21  | 3    | Sandra Eriksson           | Finlandia   | 10:03.20 |       |
| 22  | 1    | Diana Martín              | Spagna      | 10:04.59 |       |
| 23  | 2    | Gülcan Mingir             | Turchia     | 10:04.83 |       |
| 24  | 2    | Minori Hayakari           | Giappone    | 10:05.34 |       |
| 25  | 1    | Ángela Figueroa           | Colombia    | 10:06.00 |       |
| 26  | 2    | Salima El Ouali Alami     | Marocco     | 10:07.71 |       |
| 27  | 2    | Marcela Lustigová         | Rep. Ceca   | 10:12.54 |       |
| 28  | 3    | Svitlana Shmidt           | Ucraina     | 10:14.16 |       |
| 29  | 3    | Iríni Kokkinaríou         | Grecia      | 10:15.18 |       |
|     | 2    | Mardrea Hyman             | Giamaica    | DNF      |       |
|     | 2    | Sara Moreira              | Portogallo  | DQ       |       |

### Finale
| Pos | Nome                      | Nazione     | Tempo    | Note |
| --- | ------------------------- | ----------- | -------- | ---- |
| 1   | Habiba Ghribi             | Tunisia     | 9:11.97  | NR   |
| 2   | Milcah Chemos Cheywa      | Kenya       | 9:17.16  |      |
| 3   | Mercy Wanjiku             | Kenya       | 9:17.88  |      |
| 4   | Lydia Rotich              | Kenya       | 9:25.74  |      |
| 5   | Sofia Assefa              | Etiopia     | 9:28.24  |      |
| 6   | Gesa Felicitas Krause     | Germania    | 9:32.74  | PB   |
| 7   | Birtukan Fente            | Etiopia     | 9:36.81  |      |
| 8   | Emma Coburn               | Stati Uniti | 9:51.40  |      |
| 9   | Barbara Parker            | Regno Unito | 9:56.66  |      |
| 10  | Birtukan Adamu            | Etiopia     | 10:05.10 |      |
|     | Yuliya Zarudneva Zaripova | Russia      | SQ       |      |
|     | Binnaz Uslu               | Turchia     | SQ       |      |
|     | Hanane Ouhaddou           | Marocco     | SQ       |      |
|     | Lyubov Kharlamova         | Russia      | SQ       |      |
|     | Sara Moreira              | Portogallo  | SQ       |      |